# Hôn nhân Công giáo
Trong Công giáo Rôma, hôn nhân được gọi là Bí tích Hôn phối, đây là sự tác hợp vợ chồng giữa một người nam và một người nữ thông qua giáo quyền. Theo quan điểm tôn giáo, sự tác hợp này là duy nhất và vĩnh viễn trong suốt cuộc đời mỗi người phối ngẫu trong cuộc hôn nhân đó. Giáo luật Công giáo quy định cụ thể về Bí tích Hôn phối từ điều 1055 đến điều 1065. Vấn đề sinh sản và giáo dưỡng con cái cũng được coi là một yếu tố quan trọng kèm theo trong một cuộc hôn nhân Công giáo. Hiện nay, Giáo hội Công giáo Rôma vẫn giữ quan điểm không chấp nhận hôn nhân đồng tính.

## Quan niệm và đặc tính

### Quan niệm
Giáo hội Công giáo xác định hôn nhân là một "bí tích" và vì vậy nó có tính chất thánh thiêng, việc cử hành "bí tích hôn nhân" một cách chính thức trước mặt cộng đoàn giáo dân do một linh mục cử hành khiến nó trở nên một giao ước vĩnh cửu giữa người nam và người nữ. Người Công giáo tin rằng khi được lãnh nhận bí tích hôn nhân cách chính thức, đôi nam nữ sẽ được chúc phúc yêu thương, chung thủy với nhau suốt cả cuộc đời, trong một giao ước do chính Chúa Giêsu đã lập.

### Đặc tính
Có thể nói, hai đặc tính cơ bản nhất của một cuộc hôn nhân Công giáo là đơn hôn (một vợ một chồng), vĩnh hôn (vĩnh viễn), thể hiện qua câu Kinh Thánh thường dùng:
| “           | Sự gì Thiên Chúa đã kết hợp, loài người không được phân ly. | ” |
| — (Mt 19,6) |                                                             |   |

## Ý nghĩa
Do có đặc tính như vậy nên người Công giáo tin rằng đôi nam nữ lãnh nhận bí tích hôn nhân sẽ phải yêu thương nhau mãi mãi. Giáo hội Công giáo quan niệm rằng: con người được sinh ra là do Thiên Chúa, vì thế, hôn nhân cũng là sự cộng tác vào công cuộc sáng tạo của Thiên Chúa qua việc sinh sản. 
Tuy nhiên cho rằng việc sinh sản là tham gia vào công cuộc sáng tạo của Thiên Chúa là chưa đúng và chủ quan, phiến diện; bởi vì công cuộc sáng tạo của Thiên Chúa còn là sự duy trì nhân sinh như: chăm sóc sức khỏe, an sinh xã hội, giúp đỡ nhân loại, tạo điều kiện phát triển kinh tế, phát triển khoa học kĩ thuật cải thiện đời sống con người...v...v... Do đó sinh sản không phải là điều chính yếu nếu không muốn nói đó sẽ là tội lỗi nếu sinh sản vô trách nhiệm, không đảm bảo được tương lai con trẻ.
Giáo hội Công giáo không công nhận hôn nhân khi chỉ có kết hôn dân sự (đăng ký giá thú ngoài đời) mà không qua lãnh nhận bí tích từ Giáo hội (tổ chức lễ cưới trong nhà thờ). Giáo luật Công giáo điều 1055 và 1065 tuyên bố, giá thú như thế là vô hiệu qua câu: 
| “                               | Giữa những người đã chịu phép rửa tội, không thể có khế ước hôn phối hữu hiệu nếu đồng thời không phải là bí tích. | ” |
| — Giáo Luật, điều 1055, khoản 2 | |   |

| “                               | Những người công giáo chưa chịu Bí Tích Thêm Sức, thì phải lãnh Bí Tích ấy trước khi được nhận kết hôn, nếu có thể được và không có khó khăn trầm trọng. | ” |
| — Giáo Luật, điều 1065, khoản 1 | |   |

## Điều kiện của một cuộc hôn nhân Công giáo

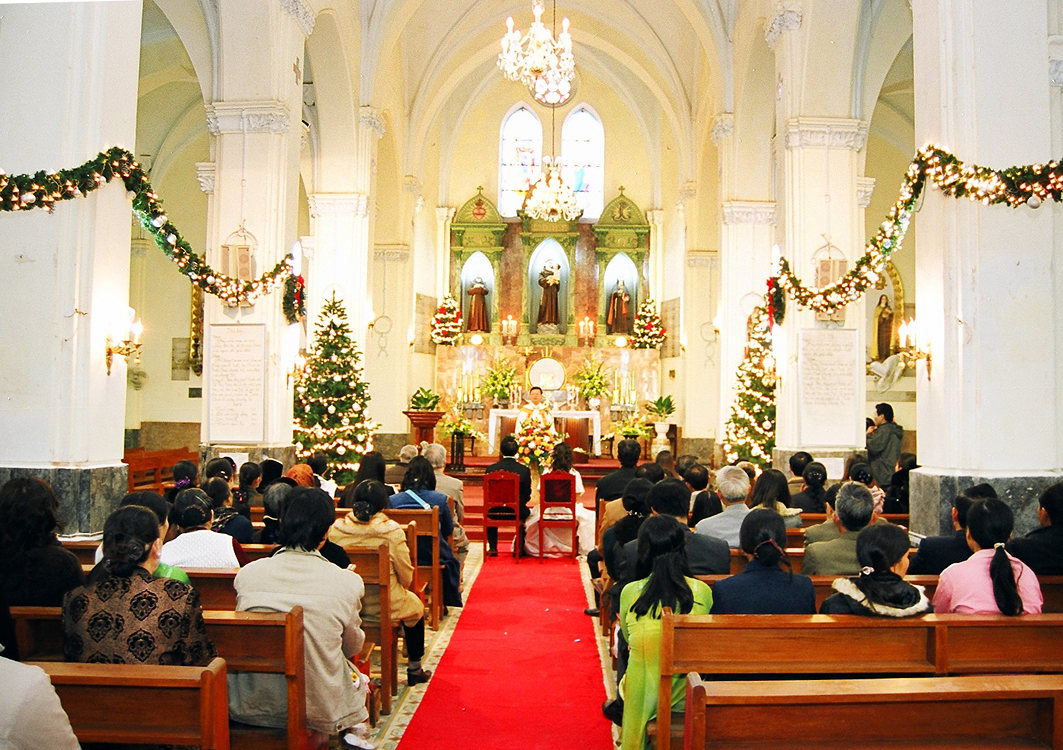
Khung cảnh một lễ cưới ở Nhà thờ Hàm Long, Hà Nội

Từ quan điểm hôn nhân là một "bí tích" nên điều kiện lãnh nhận như sau:

### Tự do
- Tự do về tinh thần: tự do kết hôn, không chịu sức ép nào từ bên ngoài (gia đình, người thân, các khoản khế ước, vay nợ...) —Giáo Luật, điều 1057
- Tự do về dân sự: không bị ràng buộc về mặt pháp lý hôn nhân dân sự (như đang có hôn thú với người khác) và pháp lý về độ tuổi dân sự theo luật pháp quốc gia (ở Việt Nam, nam từ 20 tuổi trở lên, nữ từ 18 tuổi trở lên).

### Tôn giáo - đức tin
- Người nam và người nữ phải được rửa tội theo nghi thức Công giáo (đồng đạo).
- Người nam và người nữ chưa lãnh nhận bí tích hôn phối lần nào, hoặc không còn bị ràng buộc bởi một bí tích hôn phối trước đó (khi chồng/vợ mình đã qua đời tự nhiên).
- Học qua lớp giáo lý của Giáo hội Công giáo thông qua giáo xứ hay giáo phận. Lớp giáo lý hôn nhân được tổ chức vài tháng trước hôn lễ, để giúp cho người chuẩn bị kết hôn những kiến thức cần thiết về đức tin, kỹ năng sống gia đình, sinh sản, giáo dục con cái.
- Không bị vướng vào một hay nhiều "ngăn trở" theo quy định của Giáo Luật (xem Những ngăn trở tiêu hôn bên dưới).

Tín đồ Công giáo bắt buộc phải cử hành hôn lễ theo nghi thức Công giáo, nếu ai cử hành nghi thức không theo Công giáo sẽ bị phạt vạ (một kiểu chế tài tôn giáo), và những người tham dự vào nghi thức đó cũng chịu hình phạt tương tự.

## Vấn đề tính dục, sinh sản
Giáo Luật, điều 1061: 
1. Hôn phối hữu hiệu giữa những người đã chịu phép rửa tội được gọi là chỉ mới thành nhận, nếu chưa có sự hoàn hợp; hôn phối là thành nhận và hoàn hợp khi đôi bạn đã giao hợp với nhau một cách hợp với nhân tính. Sự giao hợp là hành động hướng đến việc sinh con cái, tức là một mục tiêu tự nhiên của hôn nhân, và do hành động ấy, đôi bạn trở nên một xác thể.
2. Sau khi đã cử hành hôn phối, nếu đôi bạn đã sống chung với nhau thì sự hoàn hợp được suy đoán cho đến khi chứng minh ngược lại.
3. Hôn phối vô hiệu được gọi là giả định, nếu đã được cử hành với sự ngay tình, ít ra là của một bên, cho đến khi cả hai bên biết chắc chắn về sự vô hiệu của hôn phối.

## Vấn đề ngừa thai, phá thai
- Ngừa thai:

Giáo hội Công giáo quan niệm rằng, sinh sản là quyền năng của Thiên Chúa, con người chỉ cộng tác vào sứ mệnh này qua bí tích hôn nhân. Ngừa thai là hình thức tự mình loại bỏ Thiên Chúa ra khỏi sứ mệnh ấy. Do đó, Giáo hội không cho phép sử dụng mọi biện pháp tránh thai nhân tạo mà chỉ được dùng cách tính theo chu kì kinh nguyệt, mọi biện pháp có sự can thiệp từ tác nhân bên ngoài đều bị cấm. Tuy ngăn cấm quyết liệt việc ngừa thai nhân tạo (đặt vòng tránh thai, dùng thuốc tránh thai, dùng bao cao su...) và việc phá thai, nhưng Giáo hội cũng khuyến khích giáo dân sinh sản có trách nhiệm, nghĩa là trước khi có ý định sinh con thì cha mẹ nên có đủ điều kiện để chăm sóc cho con cái cả về mặt vật chất cũng như tinh thần.
- Phá thai:

Giáo hội Công giáo quan niệm rằng, phá thai cũng là một hình thức giết người, vì vậy lên án gay gắt việc phá thai và coi đó là trọng tội theo điều răn thứ năm, có thể dẫn đến vạ tuyệt thông cho người phạm phải. Do vậy đây là vấn đề đang gây tranh cãi gay gắt giữa Giáo hội và nhà nước dân sự về việc kiểm soát dân số.

## Nghi thức hôn phối
Nghi thức hôn phối Công giáo được cử hành trong một thánh lễ có giáo dân tham dự, linh mục hoặc phó tế làm người chứng hôn, cần thiết có thêm hai người làm chứng "không bị ngăn trở" cho đôi hôn phối.
- Nghi thức tuyên tín:

Trước mặt linh mục và giáo dân, người nam và người nữ buộc phải nói câu sau đây:

- Nghi thức trao nhẫn:

Người nam và người nữ xỏ nhẫn vào ngón tay người bạn đời và nói:

## Hôn nhân hỗn hợp, khác đạo
Giáo hội Công giáo tôn trọng tình yêu đôi lứa và không đưa ra bất cứ một hình thức kỳ thị nào trong việc tiến đến hôn nhân của đôi nam nữ. Tuy nhiên, họ lý giải về việc nỗ lực hoạt động để bảo vệ phẩm giá của cuộc hôn nhân gia đình theo học thuyết Công giáo nên họ khuyến khích việc kết hôn giữa những người cùng theo đạo Công giáo, nhưng ngày nay phía Giáo hội Công giáo cũng nhượng bộ trước những hôn nhân khác đạo.
Theo định nghĩa của Giáo hội Công giáo, hôn nhân hỗn hợp (hay hôn nhân dị tín) là hôn nhân giữa một người Công giáo và một người đã được nhận phép thanh tẩy nhưng thuộc hệ phái Tin Lành hay Chính thống giáo (cùng là Kitô hữu); hôn nhân khác đạo (hay hôn nhân dị giáo) là giữa một người Công giáo và một người thuộc một tôn giáo khác như Phật giáo, Hồi giáo... kể cả những người không theo tôn giáo nào. Gọi một cách nôm na của cuộc hôn nhân kiểu này là "đạo ai nấy giữ".
Để một hôn nhân hỗn hợp hay khác đạo được làm cử hành trong nhà thờ, bên Công giáo phải xin "phép chuẩn" nơi tòa giám mục. Sau khi đã được phép chuẩn rồi, thì được cử hành nghi thức hôn phối (bản chất là sự chứng hôn trước mặt linh mục), nhưng không có trong một thánh lễ. Phép chuẩn do giáo quyền địa phương ra quyết định khi bên muốn xin hội đủ những điều kiện sau đây:
- Bên người Công giáo phải tuyên bố sẵn sàng xa tránh mọi nguy cơ làm tổn thất đức tin, và hứa thành thật sẽ làm hết mọi sự có thể để con cái của mình được nhận phép thanh tẩy (rửa tội) và giáo dục trong Giáo hội Công giáo.
- Phải cho bên không theo Công giáo biết những lời hứa mà người Công giáo phải giữ, để chính họ được thực sự ý thức về lời hứa và bổn phận của bên Công giáo.
- Cả hai bên phải được giáo huấn về các mục đích và đặc tính cốt yếu của hôn phối, và không bên nào được loại bỏ các điều ấy.